# STZ-5
Il trattore d'artiglieria STZ-5 (in russo: СТЗ-5-НАТИ) fu prodotto in Unione sovietica dalla Fabbrica di trattori di Stalingrado (STZ) (in russo: Сталинградский тракторный завод) dal 1937 al 1942. Il trattore era progettato per il traino di cannoni e obici dell'artiglieria di livello divisionale e di corpo d'armata, pesanti fino a 8 tonnellate. Fu uno dei pochi trattori d'artiglieria specificatamente progettati come tali dal governo sovietico. Con oltre 9.900 esemplari, è stato il trattore militare sovietico più prodotto durante la seconda guerra mondiale.

## Storia

### Sviluppo
Il STZ-5 venne progettato dalla Fabbrica di trattori di Stalingrado a partire dal 1933. I progettisti si ispirarono a componenti e soluzioni del britannico Vickers-Carden-Loyd Amphibious Tank e del trattore agricolo americano International Harvester TA-40. L'obiettivo era realizzare un veicolo capace di svolgere sia il ruolo di trattore d'artiglieria che di trattore agricolo civile. I progettisti svilupparono due veicoli sullo stesso telaio e motore, il STZ NATI 1TA (STZ-3) agricolo e il STZ NATI 2TB (STZ-5) militare. I mezzi furono sottoposti a prove nel 1935 e i perfezionamenti continuarono fino al 1937, quando ebbe inizio la produzione di massa.

### Impiego operativo

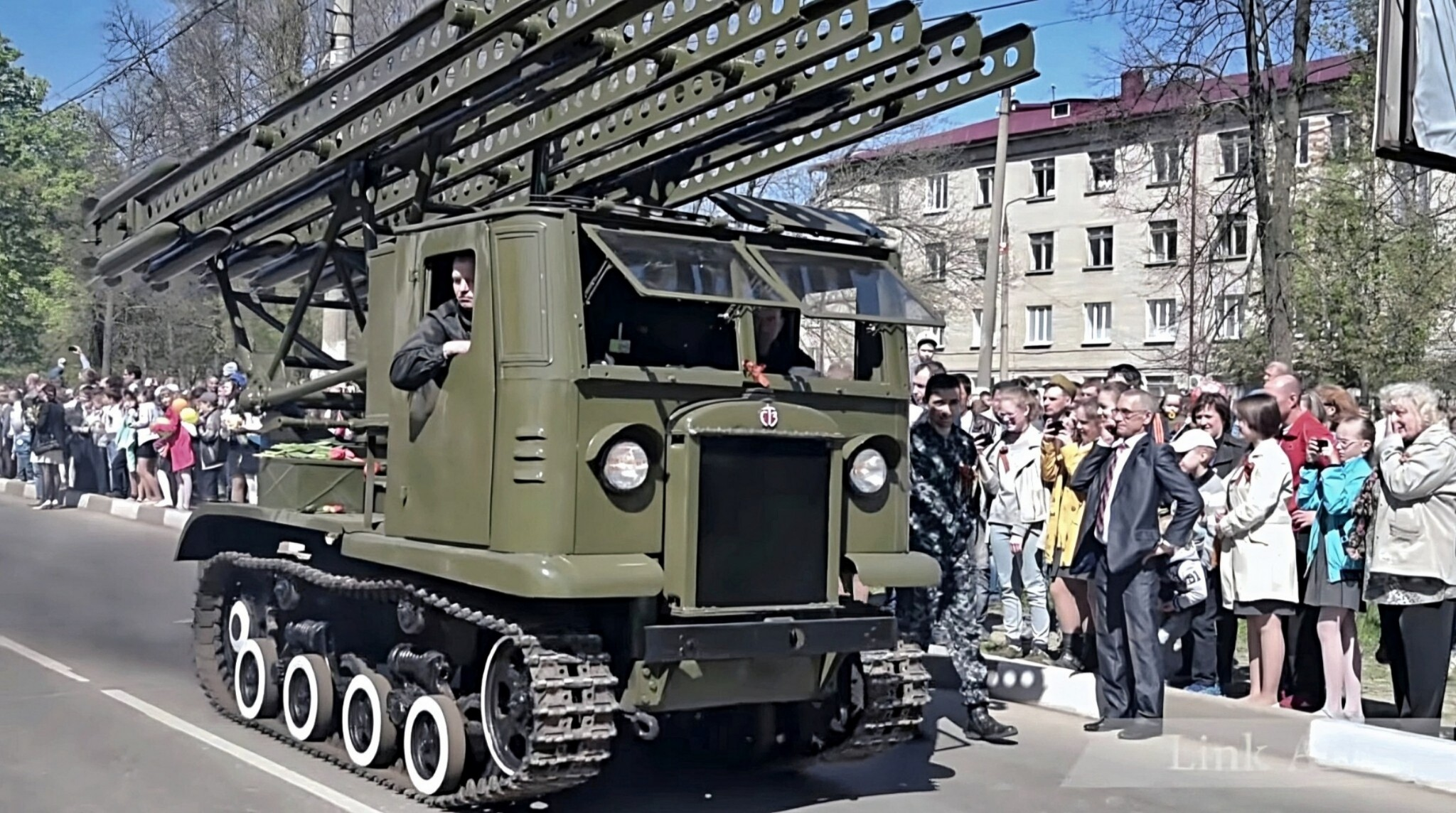
Lanciarazzi BM-13-16 su scafo STZ-5

Il STZ-5 venne destinato al traino di cannoni, obici e artiglierie contraeree a livello divisionale e di corpo d'armata.
Il mezzo si distinse per l'affidabilità e le ottime capacità fuoristrada. Criticità vennero invece rilevate nella scarsa potenza, i cingoli stretti e l'alta pressione specifica al suolo, che ne riduceva le prestazioni su fango e neve.
Un piccolo numero di veicoli venne equipaggiato con lanciarazzi da 132 mm BM-13-16, che vennero utilizzati durante la battaglia di Mosca nel 1941 e quella di Stalingrado nel 1942. La Wehrmacht riutilizzò prontamente i STZ-5 catturati, denominati CT3-601(r).

## Tecnica
Il STZ-5 era caratterizzato da una cabina avanzata a due posti completamente chiusa, un pianale di carico in legno con sponde di legno abbattibili. Il motore policarburante 1MA in linea a quattro cilindri da 7,4 litri era tarato per erogare 52 hp a 1.250 giri/minuto. Il mezzo aveva una capacità di carico sul pianale di 1,5 tonnellate e una di traino al gancio fino a 8 tonnellate. In condizioni ottimali il suo cambio a 5 marce avanti e 1 retromarcia poteva raggiungere 25 km/h. L'autonomia operativa era di 140 km.